# Вултурешть (Арджеш)
Вултурешть, Вултурешті (рум. Vulturești) — село у повіті Арджеш в Румунії. Адміністративний центр комуни Вултурешть.
Село розташоване на відстані 106 км на північний захід від Бухареста, 28 км на північний схід від Пітешть, 129 км на північний схід від Крайови, 77 км на південний захід від Брашова.

## Населення
За даними перепису населення 2002 року у селі проживали 2053 особи. Усі жителі села рідною мовою назвали румунську.
Національний склад населення села:
| Національність | Кількість осіб | Відсоток |
| -------------- | -------------- | -------- |
| румуни         | 1871           | 91,1%    |
| цигани         | 182            | 8,9%     |